# Pravoslavná církev v českých zemích a na Slovensku
Pravoslavná církev v českých zemích a na Slovensku (slovensky: Pravoslávna cirkev v českých krajinách a na Slovensku) je místní autokefální (samostatná a nezávislá) pravoslavná církev složená z Pravoslavné církve v českých zemích (podle sčítání lidu 2011 měla 20 533 věřících, podle sčítání z roku 2021 již 40 681) a Pravoslavné církve na Slovensku (podle sčítání lidu 2011 49 133 věřících). Zájem o pravoslavné bohoslužby je ovšem v obou zemích vyšší, neboť se v nich mimo stálých návštěvníků vyskytuje velký počet věřících z řad turistů, dočasně pobývajících cizinců z východní Evropy. V Česku se jejich počet odhaduje na sto tisíc.
Dnešní název má církev na základě sněmovního usnesení z prosince roku 1992 o změně názvu. Do té doby nesla název Pravoslavná církev v Československu, pod nímž byla od roku 1946 autonomním exarchátem Ruské pravoslavné církve, od roku 1951 pak získala od Ruské pravoslavné církve autokefalitu. V letech 1950–1968 pod ni byli začleněni i slovenští řeckokatolíci, protože řeckokatolická církev byla státem zakázána. Dne 27. srpna 1998 byla autokefalita Pravoslavné církve v českých zemích a na Slovensku potvrzena církví konstantinopolskou (cařihradským patriarchátem). Církev má dvě metropolitní rady, ale pouze jednoho metropolitu, jednotný Posvátný synod biskupů a jednotný místní sněm.
Metropolitou církve je arcibiskup prešovský Rastislav, který se funkce ujal v lednu 2014. Ve funkci vystřídal metropolitu Kryštofa, který rezignoval již v dubnu 2013.

## Struktura

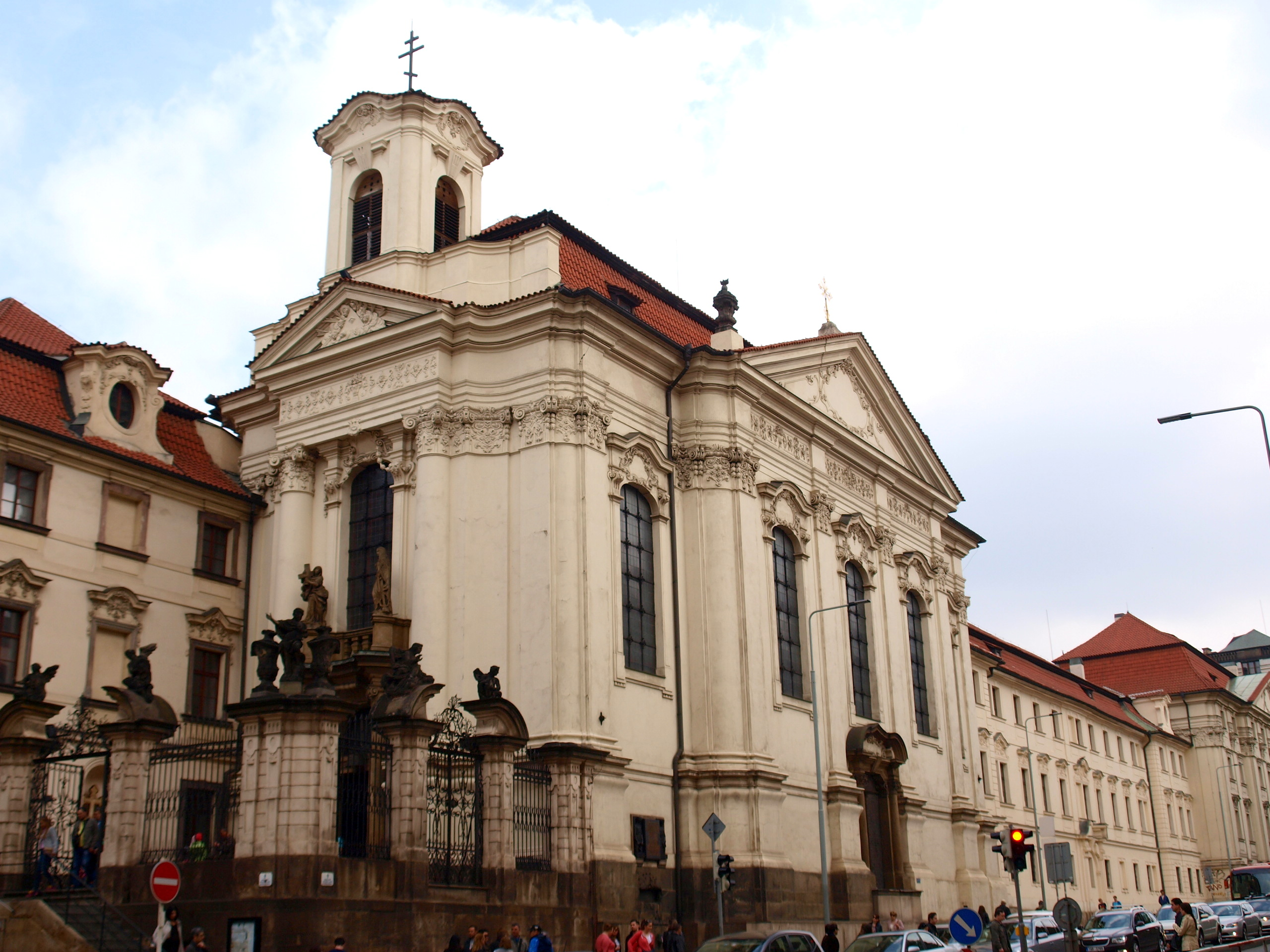
Katedrální chrám svatých Cyrila a Metoděje, ústřední chrám pražské eparchie

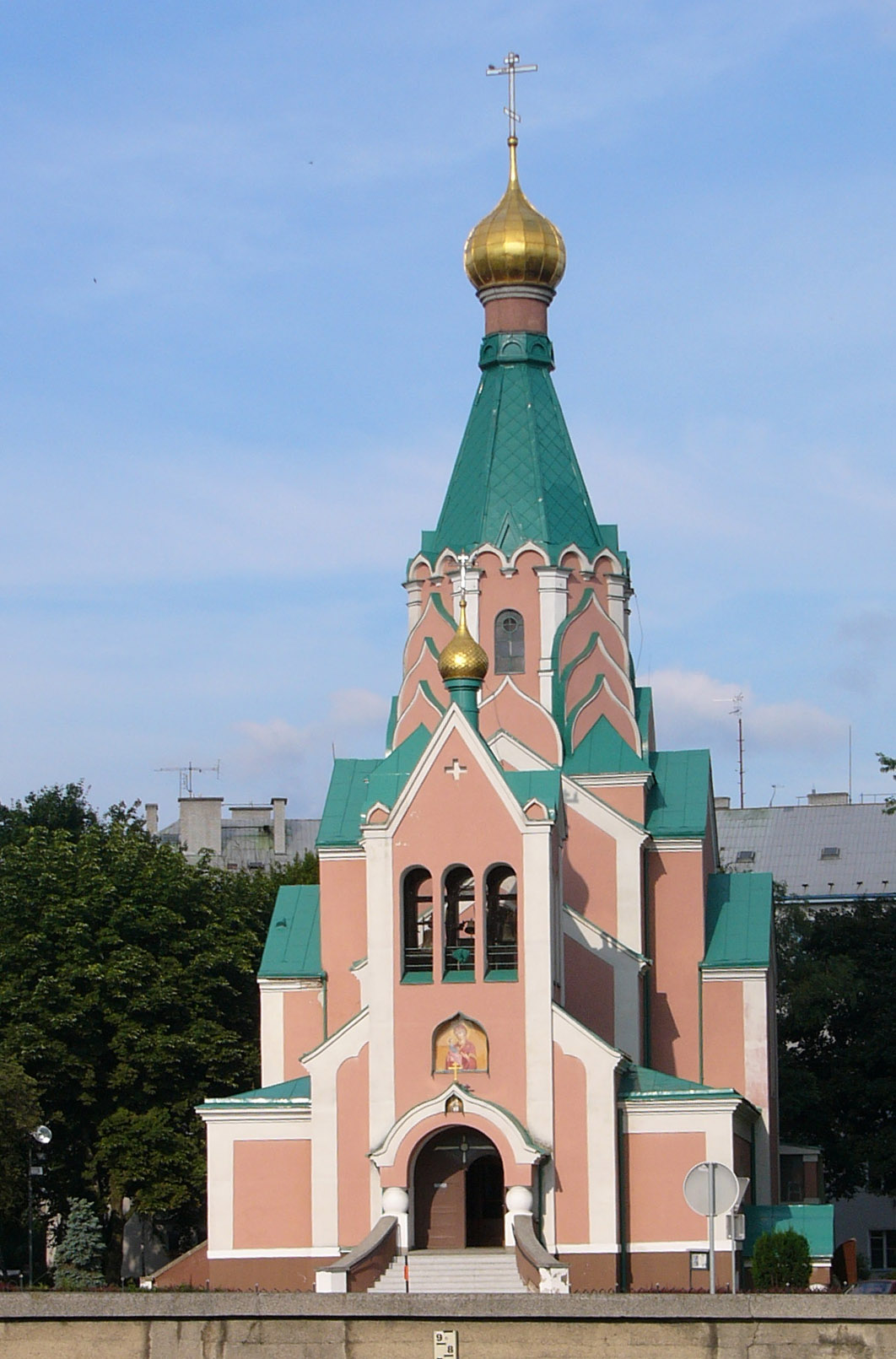
Chrám svatého Gorazda v Olomouci je katedrálním chrámem olomoucko-brněnské eparchie

- Pravoslavná církev v českých zemích
  - eparchie pražská (v čele s arcibiskupem)
  - eparchie olomoucko-brněnská

- Pravoslavná církev na Slovensku
  - eparchie prešovská (v čele s arcibiskupem)
  - eparchie michalovsko-košická

Vrcholným představitelem celé místní církve je metropolita, kterým může být zvolen buď arcibiskup pražský, nebo arcibiskup prešovský. Podle současné místní církevní ústavy volí metropolitu nejvyšší správní orgán místní církve, jímž je sněm skládající se ze zvolených duchovních i laiků.

## Historie

### Počátky pravoslaví na území bývalého Československa

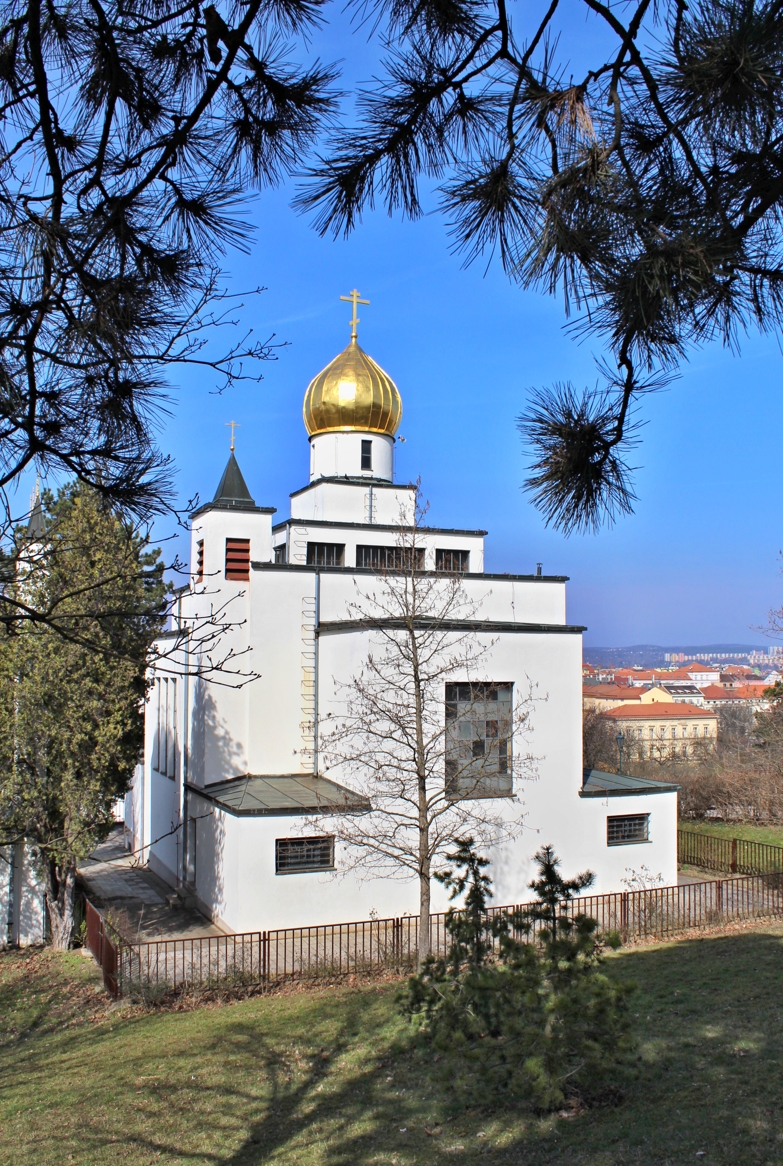
Chrám svatého Václava v Brně

Čeští a slovenští pravoslavní se hlásí k tradici svatých Cyrila a Metoděje a jejich následníků. Novodobé pravoslaví se začalo v českých zemích a na Slovensku vzmáhat až v 19. století v souvislosti s národním sebeuvědomováním, kdy byl podporován některými významnými českými osobnostmi tehdejší doby. Kvůli možnému spojení s panslavistickými ideály však neměla církev důvěru rakousko-uherských úřadů a také římskokatolická církev bránila vytvořit patřičné diecézní struktury. Ty částečně nahrazovaly spolky Pravoslavná beseda (založena 1903) a později Československá obec pravoslavná v Praze.

### Československo
Po zániku Rakousko-Uherska se čeští pravoslavní nejprve hojně angažovali v rámci Církve československé husitské, kde však bylo nakonec pravoslavné křídlo Pavlíkovo poraženo radikálně liberálním křídlem Farského a nakonec nově vznikající církev zcela opustilo. Československá obec pravoslavná v Praze se připojila (stejně jako pravoslavná církev na Slovensku) k Srbské pravoslavné církvi (ke které fakticky náležela už dříve) a byla zřízena pražská eparchie. Jejím biskupem se stal právě Matěj Pavlík pod mnišským jménem Gorazd.
Jednou z prvních potíží, se kterými se mladá československá pravoslavná církev potýkala, byl nedostatek prostor pro konání bohoslužeb. S výjimkou lázeňských měst v západních Čechách, kde fungovaly pravoslavné chrámy pro lázeňské hosty z ruských zemí (Karlovy Vary, Mariánské Lázně, Františkovy Lázně), které ovšem byly v ruském vlastnictví. Jediný chrám, který v té době patřil čs. pravoslavným, byl kostel z roku 1923 v obci Chudobín u Litovle, o nějž se vedl letitý spor s církví husitskou.
Při výstavbě nových pravoslavných kostelů na území tehdejšího Československa se postupovalo systematicky, vždy se stavěl pouze jeden chrám a teprve poté, co byl dokončen, začal se stavět další. Stavba každého nového chrámu byla událostí pro celou českou eparchii. Organizaci a plány výstavby měl na starosti archimandrita Andrej (Kolomacký), který byl sám architektem mnoha z nových kostelů a podílel se také na jejich výzdobě.

### Protektorát

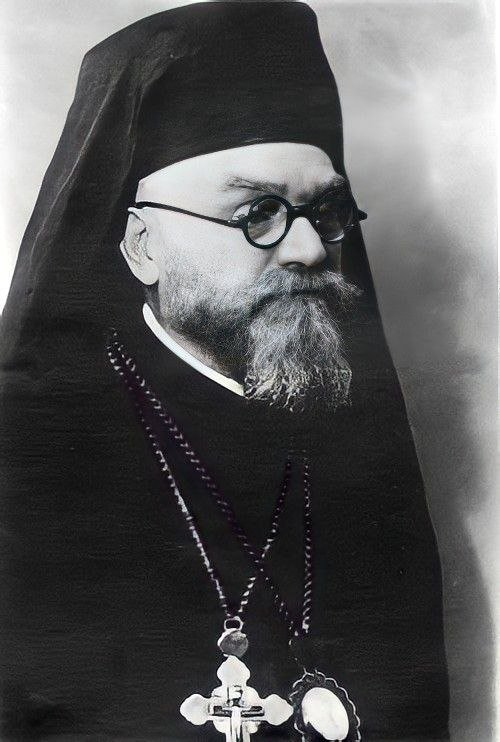
Svatý Gorazd II. – první metropolita českých zemí a Slovenska a mučedník

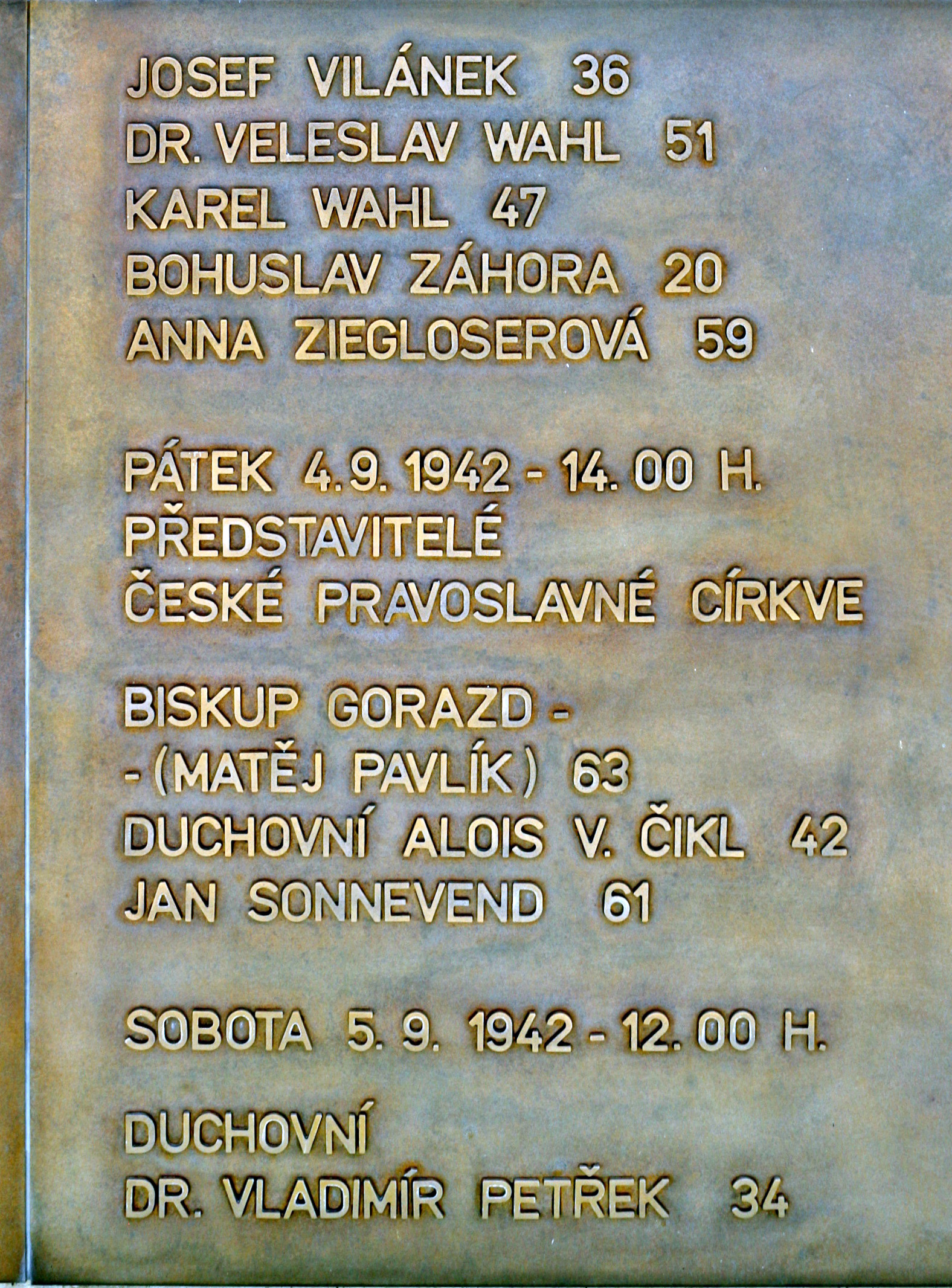
Jména zástupců Čs. pravoslavné církve popravených na Kobyliské střelnici za ukrývání parašutistů po atentátu na Heydricha

V době druhé světové války, když v Protektorátu Čechy a Morava provedli parašutisté Jozef Gabčík a Jan Kubiš atentát na zastupujícího říšského protektora Reinharda Heydricha, poskytli zástupci pravoslavné církve úkryt sedmi parašutistům v kryptě chrámu sv. Cyrila a Metoděje v Resslově ulici v Praze.
Soud se členy České pravoslavné církve se konal 3. září 1942. Biskup Gorazd, farář Václav Čikl a předseda rady starších Jan Sonnevend byli odsouzeni k trestu smrti zastřelením následujícího dne, ThDr. Vladimír Petřek byl popraven 5. září. Dne 24. října bylo zastřeleno devět členů katedrální kongregace. Roku 2019 byli někteří pravoslavní mučedníci z té doby svatořečeni ve skupině sv. českých novomučedníků.
Výnosem říšského protektora pro Čechy a Moravu z 27. září 1942 se s okamžitou platností zavíraly všechny české pravoslavné kostely a zabavoval jejich majetek. Pravoslavní kněží byli posláni na nucené práce v Německu. Tehdejší česká pravoslavná církev byla téměř zničena.

### Po válce
Po skončení druhé světové války přešly všechny pravoslavné komunity na území Československa, spravované metropolitou Jevlogijem, tak i české eparchie Srbské pravoslavné církve, pod jurisdikci Ruské pravoslavné církve. Sjednocení s Moskevským patriarchátem biskupa Sergije s jemu svěřenými obcemi provedl 15. října 1945 biskup Fotij, který za tím účelem přicestoval do Prahy. Nejprve vznikl autonomní exarchát (1946), kterému byla později udělena autokefalita (samostatnost, 1951). Ne všechny pravoslavné církve ji ovšem ihned uznaly, např. cařihradský patriarchát ji akceptoval a požehnal až v roce 1998. V letech 1949–1950 vznikly eparchie olomoucko-brněnská, prešovská a michalovská. Komunistický režim byl k pravoslavné církvi poměrně vstřícný, což jí přineslo okamžitý prospěch, nicméně v dlouhodobém měřítku některé těžko napravitelné škody.
V roce 1950 počet československých pravoslavných prudce stoupl, když k nim komunistický režim násilně připojil řeckokatolíky a většinu nemovitého majetku jejich církve, na jejíž likvidaci se ruská pravoslavná církev ochotně podílela (neboť likvidaci řeckokatolické církve brala jako návrat, i když vnucený, k jakémusi údajnému "původnímu stavu" před unionistickými snahami). Řeckokatoličtí věřící, kteří pravoslavné v Československu početně několikanásobně převyšovali, se ovšem s tímto násilným sloučením nikdy nesmířili, v roce 1968 většina z nich odešla zpět do obnovené řeckokatolické církve, další odliv přišel po sametové revoluci, kdy navíc pravoslavná církev musela řeckokatolické církvi vrátit část kostelů a budov (v pravoslaví je poněkud jiné chápání povahy církevního majetku, než v katolické církvi, majetek nepatří celku církve, ale místnímu společenství, které s ním může dále nakládat i v případě změny konfese). Neloučila se s nimi snadno a rozhořčené spory o kostely zanechaly na vztazích řeckých katolíků a pravoslavných těžké šrámy, které se v některých případech nezahojily dodnes.

### Po roce 1989

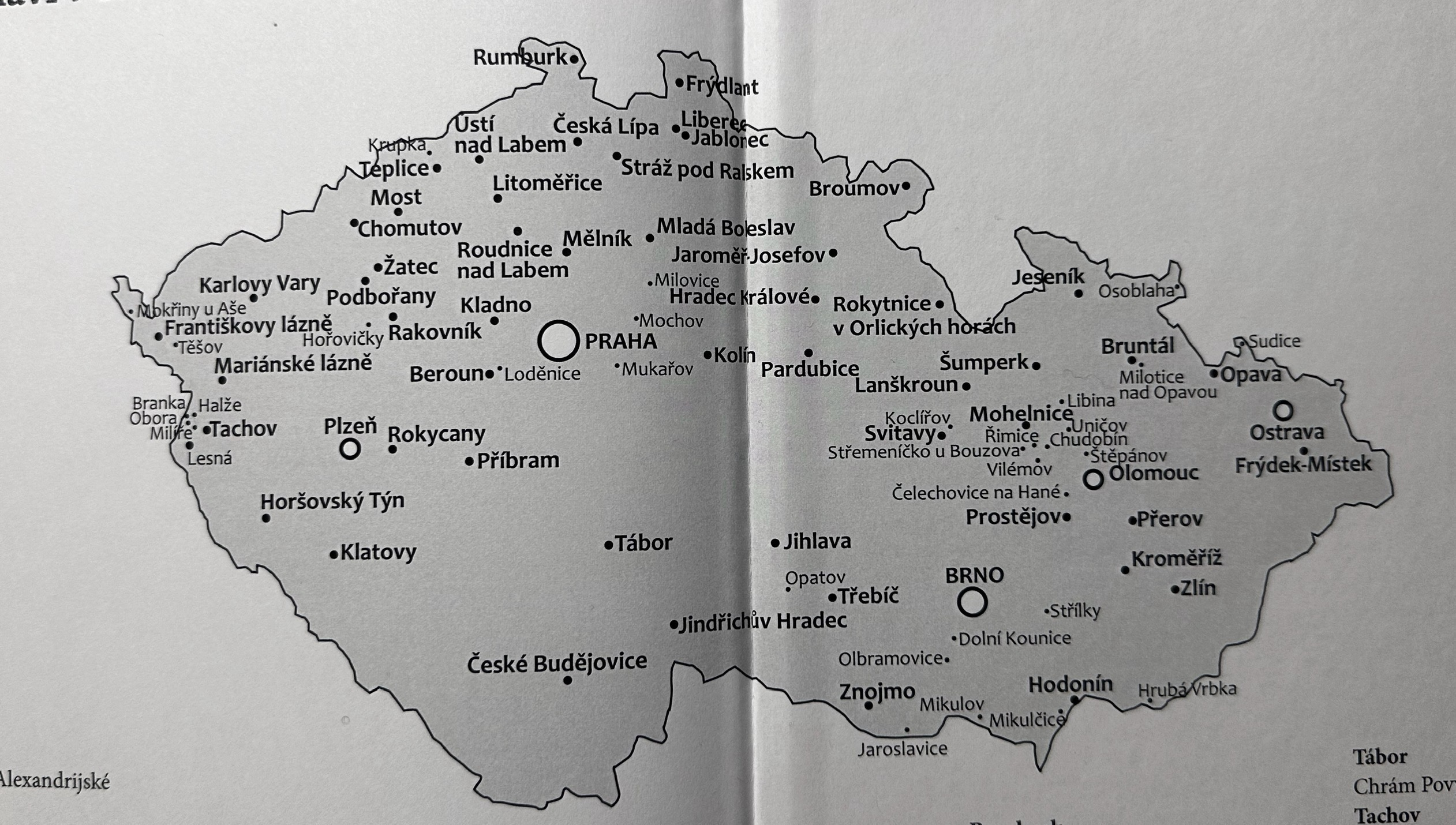
Pravoslavné chrámy v České republice (2016)

S rozdělením Československa byl oficiální název Pravoslavná církev v Československu změněn na současný název Pravoslavná církev v českých zemích a na Slovensku.
V současné době je patrný nárůst počtu věřících Pravoslavné církve v českých zemích a na Slovensku (při srovnání dat ze sčítání lidu z let 1991 a 2001 vykázala pravoslavná církev 18% růst počtu stálých obyvatel, kteří se k ní hlásí), zejména díky imigraci, přičemž počet praktikujících věřících z cizích zemí (především Rusko, Kypr, Řecko, Ukrajina, Rumunsko ad.) výrazně převyšuje počet pravoslavných z řad Čechů. Mezi sčítáními obyvatel v ČR v roce 2011 (20 533 věřících) a 2021 (40 681 věřících) vykázala církev nárůst věřících.
Metropolitou je od roku 2014 arcibiskup prešovský Rastislav (Gont).
Média v souvislosti s válkou na Ukrajině sledují dění nejpozději od roku 2022 (reakce na konání Ruské pravoslavné církve) také iniciativu věřících za společné stanovisko církve.

## Věřící

Věková struktura osob, které se při sčítání obyvatelstva 2011 v České republice hlásily k Pravoslavné církvi v českých zemích

## Pravoslaví v Česku
| Stát              | 2022    |
| ----------------- | ------- |
| Ukrajina          | 615 616 |
| Rusko             | 44 059  |
| Rumunsko          | 19 512  |
| Bulharsko         | 17 601  |
| Bělorusko         | 8 134   |
| Moldavsko         | 7 071   |
| Srbsko            | 6 100   |
| Severní Makedonie | 2 673   |
| Řecko             | 1 909   |
| Gruzie            | 1 736   |
| Černá Hora        | 261     |
| Kypr              | 202     |
| Celkem            | 724874  |

## Galerie žijících biskupů

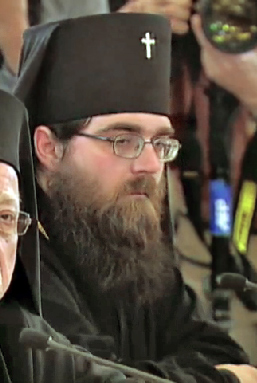
Rastislav (Gont), metropolita českých zemí a Slovenska, arcibiskup prešovský
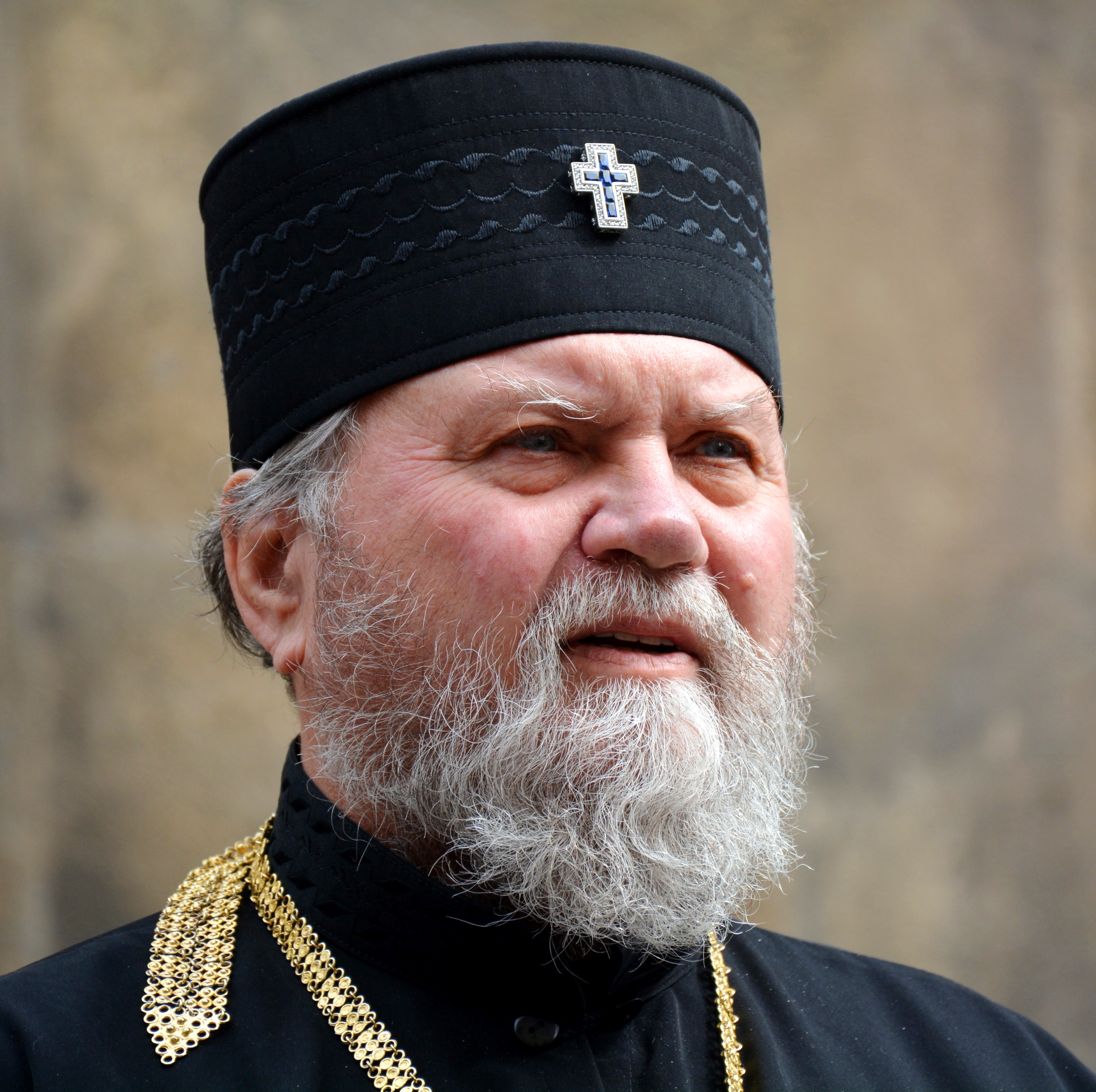
Michal (Dandár), arcibiskup pražský
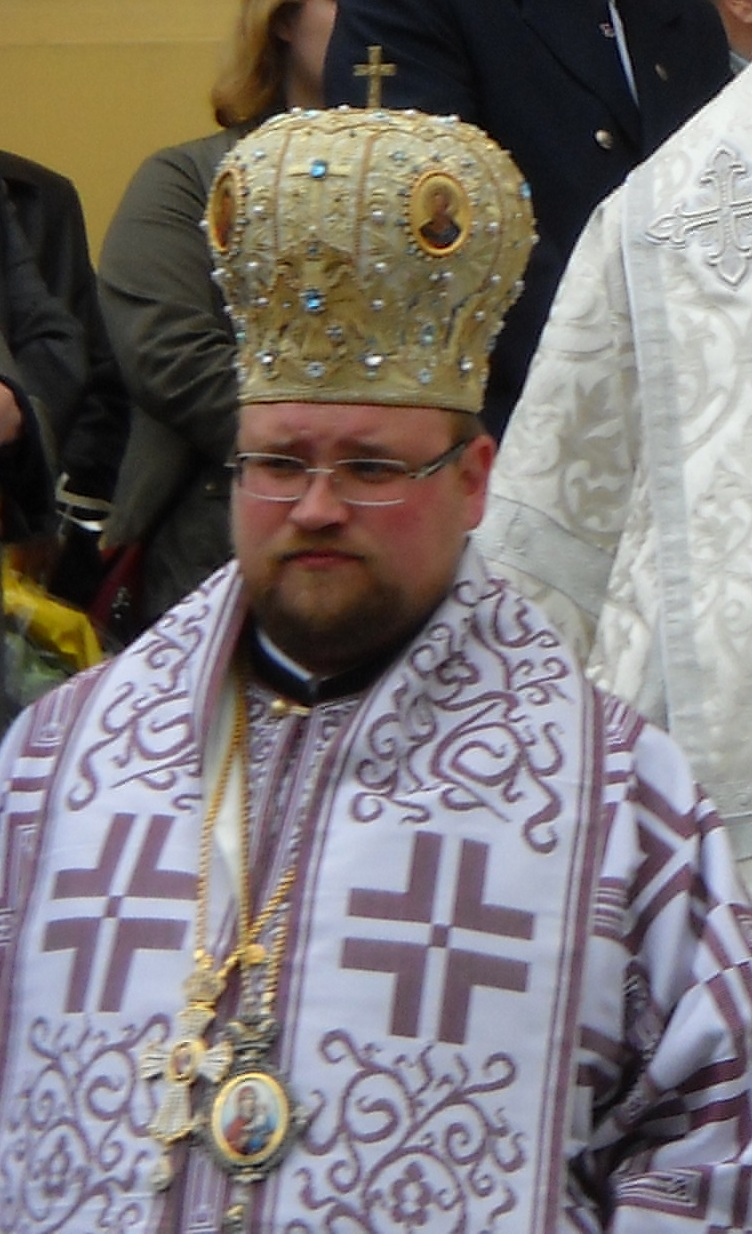
Jiří (Stránský), arcibiskup michalovsko-košický
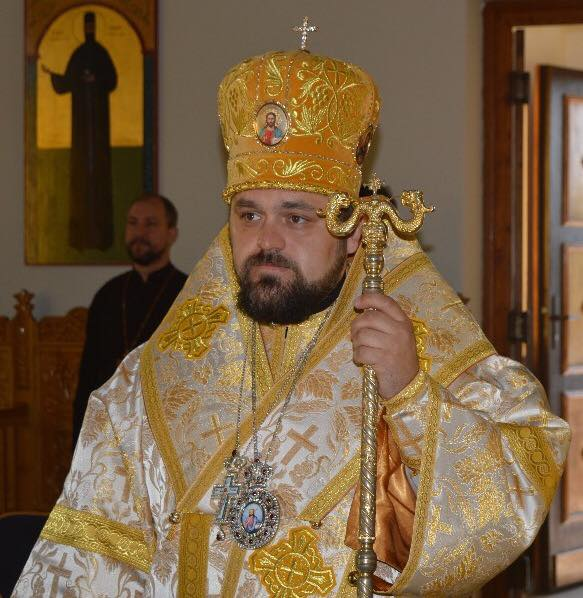
Izaiáš (Slaninka), biskup olomoucko-brněnský
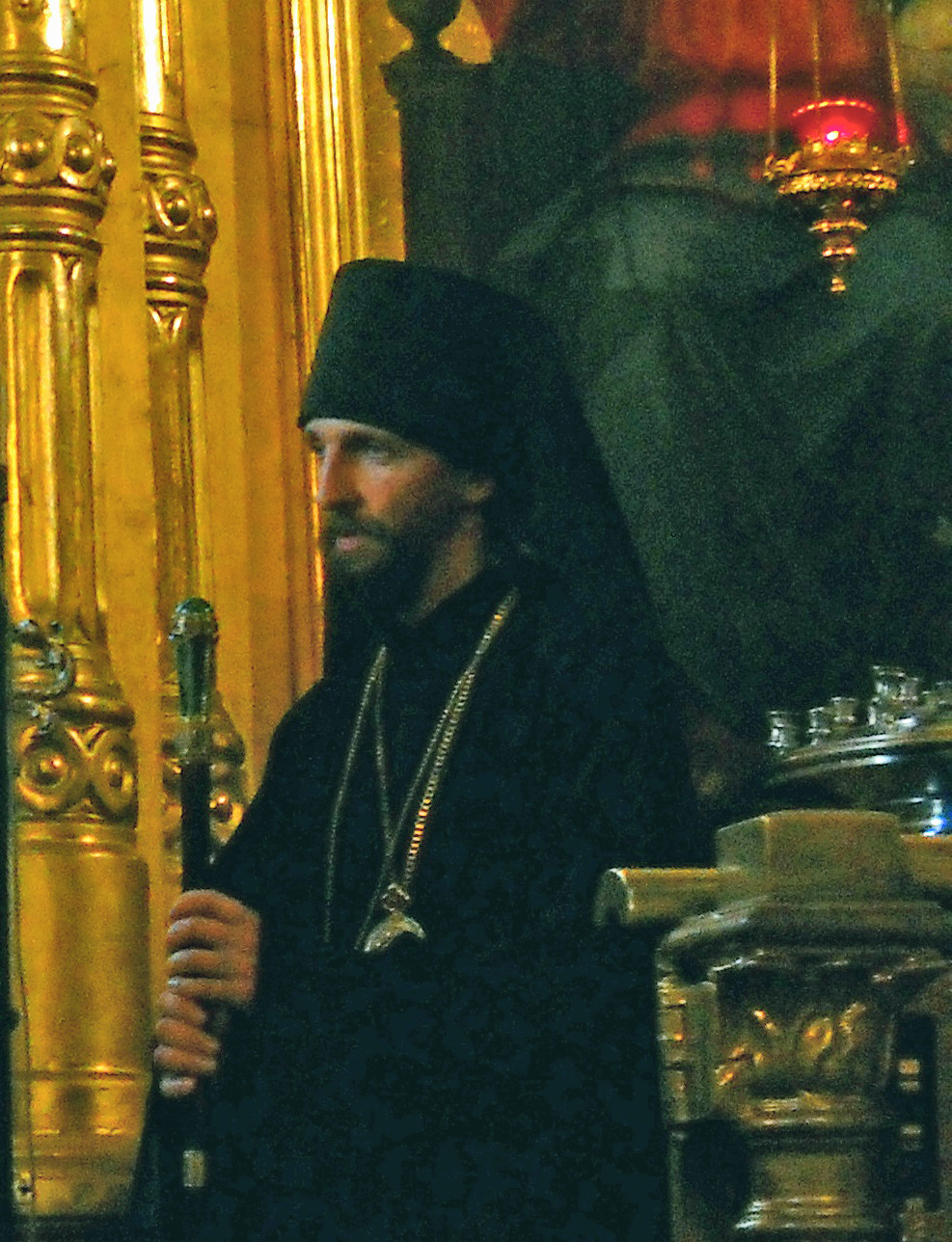
Jáchym (Hrdý), titulární arcibiskup berounský, emeritní arcibiskup pražský
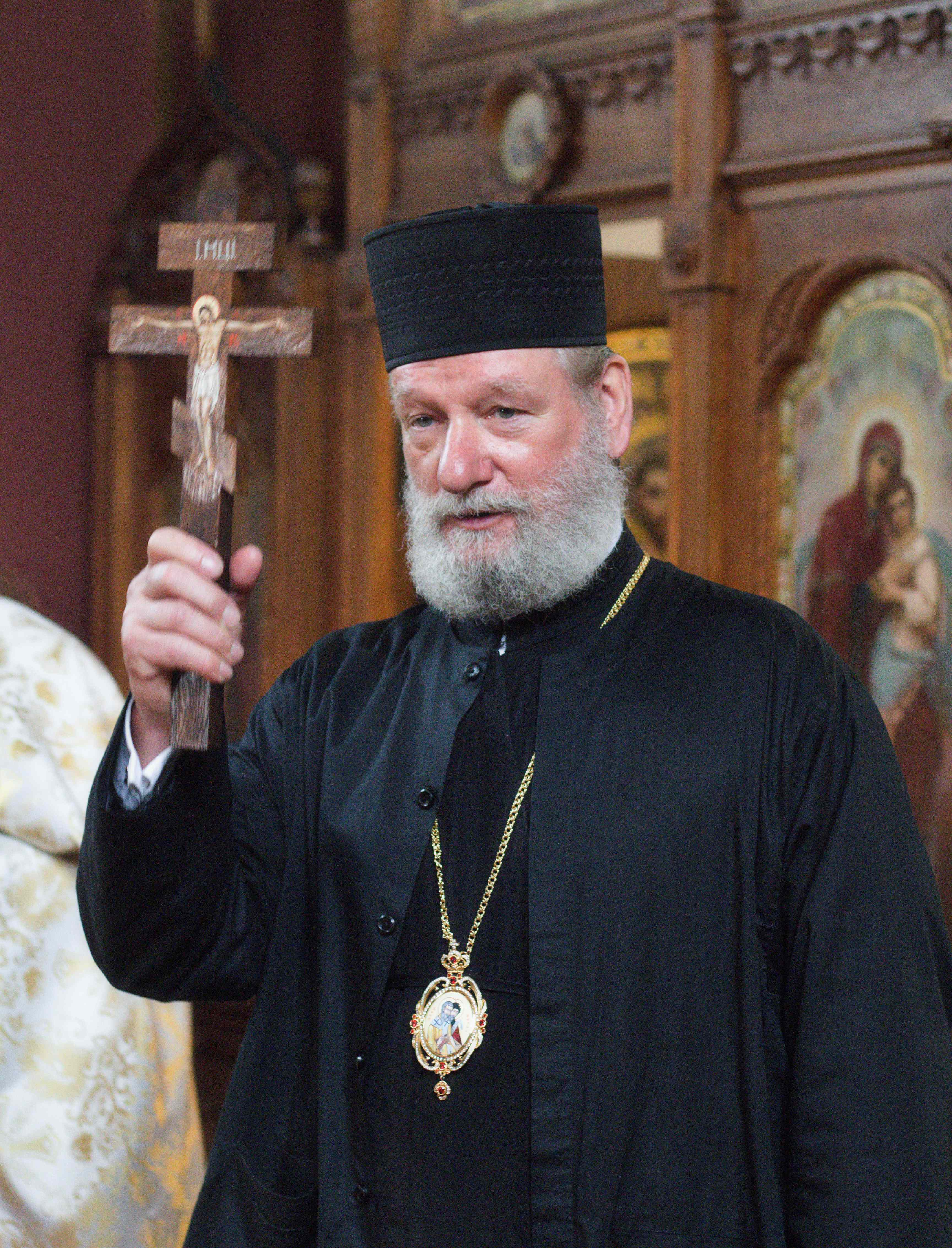
Kryštof (Pulec), emeritní metropolita českých zemí a Slovenska, emeritní arcibiskup pražský